# Arctic Race of Norway
Arctic Race of Norway – wieloetapowy wyścig kolarski rozgrywany od 2013 corocznie w północnej Norwegii.
Pierwsza edycja wyścigu odbyła się w 2013. Od początku został włączony do cyklu UCI Europe Tour, w którym w 2013 miał kategorię 2.2, w 2014 2.1, a od 2015 2.HC. Od 2020 został częścią powstałego wówczas cyklu UCI ProSeries.
Organizatorem imprezey jest Amaury Sport Organisation.

## Zwycięzcy
Opracowano na podstawie:
| Rok  | Pierwsze            | Drugie               | Trzecie              |
| ---- | ------------------- | -------------------- | -------------------- |
| 2013 | Thor Hushovd        | Kenny van Hummel     | Nikias Arndt         |
| 2014 | Steven Kruijswijk   | Alexander Kristoff   | Lars Petter Nordhaug |
| 2015 | Rein Taaramäe       | Silvan Dillier       | Ilnur Zakarin        |
| 2016 | Gianni Moscon       | Stef Clement         | Oscar Gatto          |
| 2017 | Dylan Teuns         | August Jensen        | Michel Kreder        |
| 2018 | Siergiej Czerniecki | Markus Hoelgaard     | Colin Joyce          |
| 2019 | Aleksiej Łucenko    | Warren Barguil       | Krists Neilands      |
| 2021 | Ben Hermans         | Odd Christian Eiking | Victor Lafay         |
| 2022 | Andreas Leknessund  | Hugo Houle           | Nicola Conci         |
| 2023 | Stephen Williams    | Christian Scaroni    | Kevin Vermaerke      |
| 2024 | Magnus Cort Nielsen | Clément Champoussin  | Kevin Vermaerke      |